# Rania District
Rania District (kurdiska: ڕانيە, Rania, Ṟanye) är ett distrikt i Irak.   Det ligger i provinsen Sulaymaniyya, i den norra delen av landet, 300 km norr om huvudstaden Bagdad.
Följande samhällen finns i Rania District:
- Ṟaniye